# Pustertalbahn
| Ein Stadler Flirt im Bahnhof Innichen |                                          |                                                      |                                                      |
| Bahnstrecke Franzensfeste–Innichen (ohne Fortsetzung zur Staatsgrenze und Riggertalschleife) |                                          |                                                      |                                                      |
| Streckennummer (RFI): | 44                                       |                                                      |                                                      |
| Kursbuchstrecke (IT): | 210                                      |                                                      |                                                      |
| Streckenlänge: | 72,568 km                                |                                                      |                                                      |
| Spurweite: | 1435 mm (Normalspur)                     |                                                      |                                                      |
| Stromsystem: | 3 kV (Franzensfeste–Innichen) =          |                                                      |                                                      |
| Stromsystem: | 15 kV, 16,7 Hz (Innichen–Staatsgrenze) ~ |                                                      |                                                      |
| Maximale Neigung: | 20 ‰                                     |                                                      |                                                      |
| Minimaler Radius: | 250 m                                    |                                                      |                                                      |
| Streckengeschwindigkeit: | 80 km/h                                  |                                                      |                                                      |
| |                                          |                                                      |                                                      |
| \| \| \| von Innsbruck \| \| \| \| 0,000 \| Franzensfeste/Fortezza \| 747 m s.l.m. \| \| \| \| \| \| \| \| 1,819 \| Unterau/Pradisotto (bis 1944) \| Unterau/Pradisotto (bis 1944) \| \| \| \| \| \| \| \| 1,893 \| Brücke Festung Franzensfeste (78 m) \| 744 m s.l.m. \| \| \| 2,340 \| Eisack (204 m) \| 745 m s.l.m. \| \| \| \| nach und von Verona \| \| \| \| \| Olympiatunnel/Galleria Olimpia (796 m) \| \| \| \| \| Eisack (172 m) \| \| \| \| 3,293 \| Aicha/Aica (bis 1989) \| Aicha/Aica (bis 1989) \| \| \| \| Tunnel (35 m) \| \| \| \| \| Tunnel (131 m) \| \| \| \| 3,843 \| Ochsenbichltunnel/Galleria Colle del Bue (257 m) \| 752 m s.l.m. \| \| \| \| Tunnel (339 m) \| \| \| \| 4,780 \| Schabs/Sciaves (bis 1962)[1] \| 757 m s.l.m. \| \| \| \| Einmündung Riggertalschleife (in Bau) \| \| \| \| \| Natz-Schabs/Naz-Sciaves (in Bau) \| \| \| \| \| Tunnel (34 m; in Bau) \| \| \| \| 8,100 \| Mühlbach/Rio di Pusteria \| 749 m s.l.m. \| \| \| 13,475 \| Vintl/Vandoies \| 744 m s.l.m. \| \| \| 14,075 \| Rienz (57 m) \| 745 m s.l.m. \| \| \| 19,450 \| St. Sigmund/S. Sigismondo \| 761 m s.l.m. \| \| \| 23,699 \| Ehrenburg/Casteldarne \| 787 m s.l.m. \| \| \| 29,368 \| St. Lorenzen/S. Lorenzo (seit 2008) \| 815 m s.l.m. \| \| \| 29,615 \| St. Lorenzen/S. Lorenzo (bis 1988) \| 816 m s.l.m. \| \| \| 32,442 \| Bruneck/Brunico \| 828 m s.l.m. \| \| \| 32,872 \| nach Sand in Taufers \| nach Sand in Taufers \| \| \| 32,839 \| Rienz (28 m) \| Rienz (28 m) \| \| \| 33,200 \| Bruneck Nord/Brunico nord (seit 2013) \| Bruneck Nord/Brunico nord (seit 2013) \| \| \| 36,807 \| Lamprechtsburgtunnel/Galleria Monte Lamberto (338 m) \| Lamprechtsburgtunnel/Galleria Monte Lamberto (338 m) \| \| \| 38,455 \| Percha-Kronplatz/Perca-Plan de Corones (seit 2010) \| Percha-Kronplatz/Perca-Plan de Corones (seit 2010) \| \| \| 38,686 \| Rienz (100 m) \| 932 m s.l.m. \| \| \| 39,819 \| Wielentunnel/Galleria Vila (61 m) \| Wielentunnel/Galleria Vila (61 m) \| \| \| 40,029 \| Rasener Tunnel/Galleria Rasun (192 m) \| Rasener Tunnel/Galleria Rasun (192 m) \| \| \| 43,704 \| Olang-Antholz/Valdaora-Anterselva \| 1031 m s.l.m. \| \| \| 49,728 \| Welsbergtunnel/Galleria Monguelfo (140 m) \| Welsbergtunnel/Galleria Monguelfo (140 m) \| \| \| 50,896 \| Welsberg-Gsies/Monguelfo-Casies \| 1090 m s.l.m. \| \| \| 55,943 \| Niederdorf-Prags/Villabassa-Braies \| 1152 m s.l.m. \| \| \| \| Dolomitenbahn von Calalzo \| \| \| \| 60,717 \| Toblach/Dobbiaco \| 1210 m s.l.m. \| \| \| 64,509 \| Innichen/San Candido Bahnstromwechsel \| 1176 m s.l.m. \| \| \| 68,819 \| Vierschach II (bis 1989) \| 1138 m s.l.m. \| \| \| 69,115 \| Vierschach-Helm/Versciaco-Elmo (seit 2014) \| 1137 m s.l.m. \| \| \| 70,632 \| Vierschach I (bis 1961) \| 1125 m s.l.m. \| \| \| 71,668 \| Winnebach/Prato Drava (bis 1989) \| 1125 m s.l.m. \| \| \| 72,568 \| Staatsgrenze Österreich/Italien \| 1113 m s.l.m. \| \| \| \| nach Maribor \| \| |                                          |                                                      |                                                      |
| Strecke |                                          | von Innsbruck                                        | von Innsbruck                                        |
| Bahnhof · Kopfbahnhof Streckenanfang | 0,000                                    | Franzensfeste/Fortezza                               | 747 m s.l.m.                                         |
| |                                          |                                                      |                                                      |
| ehemaliger Haltepunkt / Haltestelle · ehemaliger Haltepunkt / Haltestelle | 1,819                                    | Unterau/Pradisotto (bis 1944)                        | Unterau/Pradisotto (bis 1944)                        |
| |                                          |                                                      |                                                      |
| Strecke · Brücke | 1,893                                    | Brücke Festung Franzensfeste (78 m)                  | 744 m s.l.m.                                         |
| Strecke · Brücke über Wasserlauf | 2,340                                    | Eisack (204 m)                                       | 745 m s.l.m.                                         |
| Abzweig nach rechts und ehemals von rechts · Strecke |                                          | nach und von Verona                                  | nach und von Verona                                  |
| Tunnel (Strecke außer Betrieb) · Strecke |                                          | Olympiatunnel/Galleria Olimpia (796 m)               | Olympiatunnel/Galleria Olimpia (796 m)               |
| Brücke über Wasserlauf (Strecke außer Betrieb) · Strecke |                                          | Eisack (172 m)                                       | Eisack (172 m)                                       |
| Strecke (außer Betrieb) · ehemaliger Bahnhof | 3,293                                    | Aicha/Aica (bis 1989)                                | Aicha/Aica (bis 1989)                                |
| Tunnel (Strecke außer Betrieb) · Strecke |                                          | Tunnel (35 m)                                        | Tunnel (35 m)                                        |
| Tunnel (Strecke außer Betrieb) · Strecke |                                          | Tunnel (131 m)                                       | Tunnel (131 m)                                       |
| Strecke (außer Betrieb) · Tunnel | 3,843                                    | Ochsenbichltunnel/Galleria Colle del Bue (257 m)     | 752 m s.l.m.                                         |
| Tunnel (Strecke außer Betrieb) · Strecke |                                          | Tunnel (339 m)                                       | Tunnel (339 m)                                       |
| Strecke (außer Betrieb) · ehemaliger Haltepunkt / Haltestelle | 4,780                                    | Schabs/Sciaves (bis 1962)                            | 757 m s.l.m.                                         |
| |                                          | Einmündung Riggertalschleife (in Bau)                |                                                      |
| ehemaliger Haltepunkt / Haltestelle |                                          | Natz-Schabs/Naz-Sciaves (in Bau)                     | Natz-Schabs/Naz-Sciaves (in Bau)                     |
| Tunnel (Strecke außer Betrieb) |                                          | Tunnel (34 m; in Bau)                                | Tunnel (34 m; in Bau)                                |
| Bahnhof | 8,100                                    | Mühlbach/Rio di Pusteria                             | 749 m s.l.m.                                         |
| Bahnhof | 13,475                                   | Vintl/Vandoies                                       | 744 m s.l.m.                                         |
| Brücke über Wasserlauf | 14,075                                   | Rienz (57 m)                                         | 745 m s.l.m.                                         |
| ehemaliger Haltepunkt / Haltestelle | 19,450                                   | St. Sigmund/S. Sigismondo                            | 761 m s.l.m.                                         |
| Bahnhof | 23,699                                   | Ehrenburg/Casteldarne                                | 787 m s.l.m.                                         |
| Haltepunkt / Haltestelle | 29,368                                   | St. Lorenzen/S. Lorenzo (seit 2008)                  | 815 m s.l.m.                                         |
| ehemaliger Haltepunkt / Haltestelle | 29,615                                   | St. Lorenzen/S. Lorenzo (bis 1988)                   | 816 m s.l.m.                                         |
| Bahnhof | 32,442                                   | Bruneck/Brunico                                      | 828 m s.l.m.                                         |
| Abzweig geradeaus und ehemals nach links | 32,872                                   | nach Sand in Taufers                                 | nach Sand in Taufers                                 |
| Brücke über Wasserlauf | 32,839                                   | Rienz (28 m)                                         | Rienz (28 m)                                         |
| Haltepunkt / Haltestelle | 33,200                                   | Bruneck Nord/Brunico nord (seit 2013)                | Bruneck Nord/Brunico nord (seit 2013)                |
| Tunnel | 36,807                                   | Lamprechtsburgtunnel/Galleria Monte Lamberto (338 m) | Lamprechtsburgtunnel/Galleria Monte Lamberto (338 m) |
| Haltepunkt / Haltestelle | 38,455                                   | Percha-Kronplatz/Perca-Plan de Corones (seit 2010)   | Percha-Kronplatz/Perca-Plan de Corones (seit 2010)   |
| Brücke über Wasserlauf | 38,686                                   | Rienz (100 m)                                        | 932 m s.l.m.                                         |
| Tunnel | 39,819                                   | Wielentunnel/Galleria Vila (61 m)                    | Wielentunnel/Galleria Vila (61 m)                    |
| Tunnel | 40,029                                   | Rasener Tunnel/Galleria Rasun (192 m)                | Rasener Tunnel/Galleria Rasun (192 m)                |
| Bahnhof | 43,704                                   | Olang-Antholz/Valdaora-Anterselva                    | 1031 m s.l.m.                                        |
| Tunnel | 49,728                                   | Welsbergtunnel/Galleria Monguelfo (140 m)            | Welsbergtunnel/Galleria Monguelfo (140 m)            |
| Bahnhof | 50,896                                   | Welsberg-Gsies/Monguelfo-Casies                      | 1090 m s.l.m.                                        |
| Bahnhof | 55,943                                   | Niederdorf-Prags/Villabassa-Braies                   | 1152 m s.l.m.                                        |
| Abzweig geradeaus und ehemals von rechts |                                          | Dolomitenbahn von Calalzo                            | Dolomitenbahn von Calalzo                            |
| Bahnhof | 60,717                                   | Toblach/Dobbiaco                                     | 1210 m s.l.m.                                        |
| | 64,509                                   | Innichen/San Candido Bahnstromwechsel                | 1176 m s.l.m.                                        |
| ehemaliger Haltepunkt / Haltestelle | 68,819                                   | Vierschach II (bis 1989)                             | 1138 m s.l.m.                                        |
| Haltepunkt / Haltestelle | 69,115                                   | Vierschach-Helm/Versciaco-Elmo (seit 2014)           | 1137 m s.l.m.                                        |
| ehemaliger Haltepunkt / Haltestelle | 70,632                                   | Vierschach I (bis 1961)                              | 1125 m s.l.m.                                        |
| ehemaliger Haltepunkt / Haltestelle | 71,668                                   | Winnebach/Prato Drava (bis 1989)                     | 1125 m s.l.m.                                        |
| Grenze | 72,568                                   | Staatsgrenze Österreich/Italien                      | 1113 m s.l.m.                                        |
| Strecke |                                          | nach Maribor                                         | nach Maribor                                         |

Die Pustertalbahn (italienisch Ferrovia della Val Pusteria), auch Pustertaler Bahn, Pusterer Bahn oder Pustertalstrecke, ist eine normalspurige, eingleisige Eisenbahnstrecke in Südtirol, die mit der Ausnahme ihres westlichsten Abschnitts im Pustertal liegt. Sie zweigt im Bahnhof Franzensfeste von der Brennerbahn ab und führt ostwärts über Bruneck und Innichen zur Grenze zwischen Italien und Österreich. Weil sie dabei ab dem Kulminationspunkt am Toblacher Sattel der Drau folgt, wird der Abschnitt Innichen–Grenze auch der Drautalbahn zugerechnet.
Historisch bestand keine Trennung zwischen den beiden Strecken, da die Konzessionserteilung, der Bau und die Inbetriebnahme für die gesamte Strecke von Maribor, damals Marburg an der Drau, bis Franzensfeste in einem Stück erfolgten, wobei Maribor der Nullkilometer war. Infolge des Ersten Weltkriegs kam die heutige Pustertalbahn zu Italien, woraufhin die italienische Staatsbahn sie bis zur Grenze neu kilometrierte. Hierbei wurde die Kilometrierung gedreht, seither ist Franzensfeste der Nullkilometer. 
Eine betriebliche Besonderheit stellt die Elektrifizierung des Abschnitts Innichen–Staatsgrenze nach dem österreichischen Bahnstromsystem dar. Infolgedessen fungiert der Bahnhof Innichen als Systemtrennstelle.

## Geschichte
Bereits 1858 lagen erste Planungen der Südbahn-Gesellschaft und kurz darauf auch die Baugenehmigung vor, Wien mit Tirol über die Südbahn zu verbinden.
Mit dem Bau der Strecke wurde die Firma Hügel & Sager beauftragt, die im Spätherbst 1869 mit den Bauarbeiten begann. Nachdem diese wesentlich rascher als geplant vorangegangen waren, konnte bereits ein Jahr früher als ursprünglich geplant der Betrieb auf dem insgesamt 209 Kilometer langen Abschnitt Villach–Franzensfeste am 20. November 1871 aufgenommen werden. Während die Drautalbahn von Villach bis Lienz als Flachbahn errichtet wurde, stellt sie in ihrem weiteren Verlauf bis Franzensfeste eine Gebirgsbahn dar, die auf dem Toblacher Sattel auf circa 1215 Metern Höhe ihren Kulminationspunkt erreicht.
Eine ursprüngliche Aufgabe der Pustertalbahn war die Anbindung Osttirols an seine Hauptstadt Innsbruck. Mit dem Zerfall der Donaumonarchie und dem Verlust Südtirols an Italien nach dem Ende des Ersten Weltkriegs ging die Bedeutung der Strecke jedoch stark zurück.

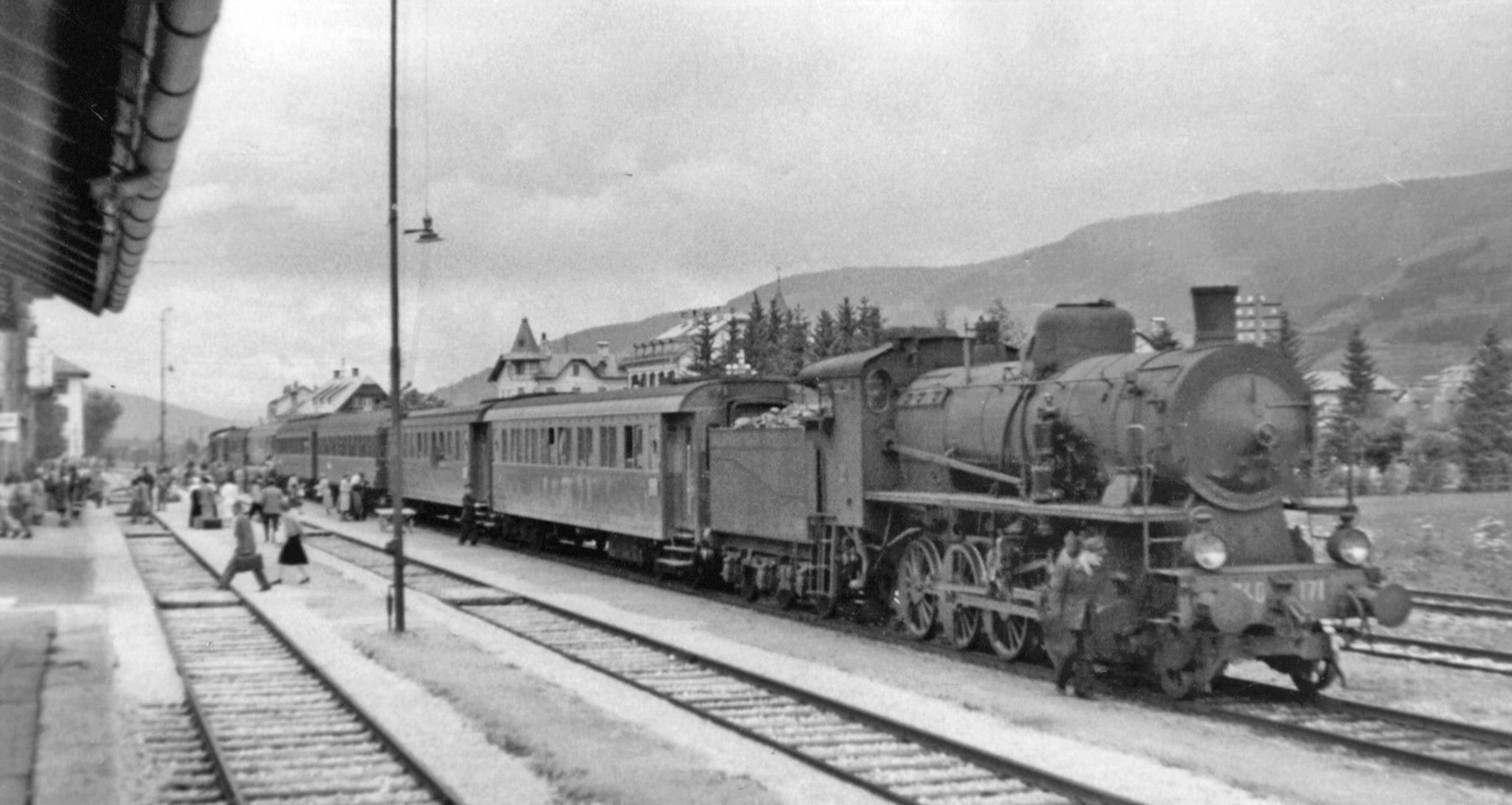
Dampfbetrieb im Bahnhof Toblach (1954)

Von 1985 bis 1989 wurden die Pustertal- und Drautalbahn auf Grund eines 1984 zwischen Italien und Österreich abgeschlossenen Staatsvertrages elektrifiziert. Gleichzeitig wurden fast alle Viadukte erneuert und das Lichtraumprofil aller Tunnel für den elektrischen Betrieb während zweier Streckensperrungen in den Jahren 1986 und 1988 erweitert. Besondere Anstrengungen waren beim Tunnel bei Welsberg vonnöten, wo auf Gründen ständiger Einstürze die gesamte Gebirgsüberdeckung des 140 m langen Tunnels abgetragen und nach dem Bau einer neuen Tunnelröhre wieder aufgefüllt wurde. Während die Pustertalbahn mit dem italienischen Stromsystem (3 kV Gleichspannung) versorgt wird, wird die Fahrleitung der Drautalbahn mit der mitteleuropäischen Fahrleitungsspannung von 15 kV Einphasenwechselspannung mit 16,7 Hz gespeist. Die Systemtrennstelle befindet sich im Bahnhof Innichen. Der elektrische Betrieb wurde zum Fahrplanwechsel am 28. Mai 1989 aufgenommen. Im Rahmen der Elektrifizierung wurden im Pustertal auch viele Bahnübergänge durch Unterführungen ersetzt, wobei in der betriebsfreien Zeit während der Nachtruhe an der betreffenden Stelle die Gleise und Böschung abgebaut und die vorgefertigten Unterführungen hydraulisch eingeschoben wurden, außerdem wurde der Ober- und Unterbau verstärkt sowie Bahnhofanlagen umgestaltet. Hintergrund der Elektrifizierung war die Entlastung der Brennerbahn, wobei von italienischer Seite die Absicht bestand, täglich bis zu zehn Güterzugpaare, einschließlich der Rollenden Landstraße, über die Pustertalbahn zu führen. Dies ist bis heute ausgeblieben. Sogar das Gegenteil trat ein, denn das internationale Intercity-Zugpaar 430/431 „Val Pusteria/Pustertal“, ein gut frequentierter Korridorzug in der Relation Wien Südbf–Villach–Lienz–Franzensfeste–Innsbruck Hbf, wurde mit dem Fahrplanwechsel im Mai 1996 ebenfalls eingestellt. Seitdem gibt es im Pustertal keinen grenzüberschreitenden Schienenpersonenfernverkehr mehr.
Zwischen 2008 und 2010 koordinierten die Südtiroler Transportstrukturen (STA) eine durch das Land Südtirol finanzierte Gesamtsanierung der Pustertalbahn. Die Strecke wurde zunächst durch Anpassung der Bahnhöfe und der Stellwerkstechnik auf einen Halbstundentakt vorbereitet, der bis Dezember 2009 schrittweise eingeführt wurde. Dabei wurden alle Bahnhöfe mit 55 cm hohen Bahnsteigen ausgestattet, Unterführungen und Schutzweichen ermöglichen die zeitsparende gleichzeitige Einfahrt von kreuzenden Zügen. Auch die Streckenfernsteuerung und die Fahrgastinformationssysteme wurden auf den Stand der Technik gebracht. Außerdem wurden Wartesäle erneuert, Aufzüge gebaut, Bahnhofsareale umgestaltet, acht neue Triebzugeinheiten beschafft, Parkplätze und Fahrradabstellplätze errichtet sowie zwei neue Haltestellen eröffnet: Im Dezember 2008 wurde der Haltepunkt St. Lorenzen in Betrieb genommen, am 12. Dezember 2010 der Haltepunkt Percha, der mit einer neuen Seilbahn einen direkten Anschluss an das Skigebiet Kronplatz bietet. Dank dieser Maßnahmen verdreifachten sich innerhalb von fünf Jahren die Fahrgastzahlen (Jänner–November 2006: 312 000 Reisende; Jänner–November 2011: 980 000 Reisende).
Im Oktober 2013 wurde die neue Haltestelle Bruneck Nord nahe dem Krankenhaus eröffnet. Im Dezember 2014 erfolgte die Einweihung der neuen Haltestelle in Vierschach, die einen Seilbahnanschluss an den Helm und das dazugehörige Skigebiet aufweist.
Am 2. Oktober 2021 fand auf der eingleisigen Strecke zwischen Franzensfeste und Innichen eine Dampfzug-Sonderfahrt mit zwei Dampfloks der Baureihe 740 statt. Mit dabei waren auch fünf Centoporte-Wagen. Gefeiert wurde bei diesem Anlass der 150. Geburtstag der Strecke, welcher am 20. November 2021 begangen wird.
Im Oktober 2023 begannen die Bauarbeiten für die Riggertalschleife. Die alte Bestandstrecke der Pustertalbahn schwenkt nach Verlassen des Pustertals in nördliche Richtung ins Wipptal und endet am Bahnhof Franzensfeste; um der Mehrheit der Fahrgäste, die in Richtung Brixen und Bozen unterwegs sind, diesen zeitaufwändigen Umweg und das Umsteigen in einen nach Süden fahrenden Zug zu ersparen, war der Bau einer Verbindungskurve schon seit Jahrzehnten im Gespräch. Der Zuschlag der Olympischen Winterspiele 2026 an Mailand und Cortina d’Ampezzo, bei denen auch Wettkämpfe in Südtirol angesetzt wurden, sicherte schließlich die staatliche Finanzierung über 150 Millionen Euro. Die 3,8 Kilometer lange Strecke beginnt an der Brennerbahn im Eisacktal. Sie unterquert die Brennerautobahn (Autostrada A22) mit der Anschlussstelle Brixen – Pustertal und die Brennerstaatsstraße (SS 12) im 796 Meter langen „Olympiatunnel“, überquert das Riggertal mit dem Eisack mit einer 172 Meter langen Bogenbrücke und verläuft über einen Kilometer in Verkehrswegebündelung entlang der Pustertaler Staatsstraße (SS 49 bis). Die Riggertalschleife endet an der Einmündung in die von Franzensfeste kommende Strecke, wobei auf der Bestandstrecke im unmittelbaren Bereich der Abzweigung und östlich davon eine Neutrassierung und die Errichtung der Haltestelle Natz-Schabs vorgesehen ist. Am 15. Dezember 2024 begann eine einjährige Sperre des Abschnitts Franzensfeste–Bruneck, die gemäß Planungen durch eine Sperre des Abschnitts Bruneck–Innichen vom 14. April 2025 bis zum 2. Juni 2025 sowie eine Sperre des Abschnitts Franzensfeste–Mühlbach vom 14. Dezember 2025 bis zum 26. Jänner 2026 ergänzt werden soll. Diese Zeit soll nicht nur der Durchführung der Arbeiten an der Riggertalschleife dienen, sondern u. a. auch für den Austausch der Oberleitung, die Ausrüstung der Strecke mit dem Zugbeeinflussungssystem ETCS Level 2 und außerordentliche Instandhaltungsmaßnahmen am Ochsenbichltunnel genutzt werden.

## Betrieb
Vor der Elektrifizierung wurden die Züge jahrzehntelang mit Dampflokomotiven bespannt, wobei anfangs Lokomotiven der Südbahn-Gesellschaft, ab 1918 der FS Italia eingesetzt wurden. Prägend waren bis Anfang der 1980er Jahre besonders die Lokomotiven der FS-Reihen 740, 741 und 940. Nur kurz dauerte der Einsatz von Diesellokomotiven und -triebwagen. Nach einem elektrischen Mischbetrieb mit Umspannen in Innichen kommen nun ausschließlich zweisystemfähige Gelenktriebzüge Stadler Flirt der Südtiroler Transportstrukturen zum Einsatz. Zwischen Franzensfeste und Innichen wird tagsüber an Arbeitstagen ein Halbstundentakt gefahren, während der Wintersaison auch am Wochenende. Jeder zweite Zug fährt darüber hinaus weiter bis Lienz. Im Winter verkehren die in Innichen endenden Züge bis Sillian, aber ohne Halt in Weitlanbrunn. Einzelne Züge sind auch auf die Brennerbahn nach Bozen und weiter nach Meran durchgebunden.

## Korridorverkehr
Ab 1946 wurden – bis zum EU-Beitritt Österreichs – auf Grundlage des Pariser Vertrages zur Schaffung einer direkten Bahnverbindung zwischen Ost- und Nordtirol durchgehende Züge zwischen Innsbruck und Lienz im Privilegierten Durchgangsverkehr ohne Pass- und Zollkontrollen auf Kosten der ÖBB durchgeführt. Diese Züge hatten auf italienischem Staatsgebiet keinen planmäßigen Aufenthalt, bei Betriebshalten war das Aus- und Zusteigen verboten. Mit Beitritt Italiens und Österreichs zum Schengen-Raum verlor dieser Sonderstatus seine Bedeutung, die ehemaligen Korridorzüge blieben noch als Direktverbindungen Innsbruck–Lienz bestehen, bedienten nun aber auch die Bahnhöfe auf italienischem Gebiet.
Bis zur Elektrifizierung und Indienststellung der u. a. auch für diesen Verkehr beschafften Zweisystemlokomotiven der Reihe 1822 wurden die grenzüberschreitenden Züge mit Dieseltriebfahrzeugen der Reihen 5081 (Schienenbus) und 2043 geführt. Auf Grund der andauernden technischen Betriebsprobleme mit den Lokomotiven der Reihe 1822 kamen als Ersatz auch weiterhin Diesellokomotiven der Reihe 2043 zum Einsatz. Ab Ende 2006 waren dann regelmäßig die von den ÖBB von Siemens-Dispolok angemieteten Mehrsystemlokomotiven ES64F4 (entsprechend der DB-Baureihe 189) in Einsatz, die in Italien als E.189 bezeichnet wurden. Nach der Abstellung bzw. dem Verkauf der gesamten Reihe 1822 wurden ab Sommer 2007 hauptsächlich Taurus-Mehrsystemlokomotiven der Reihe 1216 eingesetzt.
Mit dem Winterfahrplan 2013/14 wurden die zuletzt zwei täglichen Korridorzugpaare der ÖBB eingestellt und durch einen Busverkehr der ÖBB-Postbus ersetzt. Dabei wurde das Angebot auf vier Fahrten pro Richtung erweitert und der Fahrpreis pro Person von zuletzt 22,30 Euro auf 15 Euro gesenkt. Durch Wegfall aller Halte auf Südtiroler Seite konnte zudem die Fahrzeit zwischen Lienz und Innsbruck um eine halbe Stunde auf drei Stunden verkürzt werden. Die Bestellerkosten für das Land Tirol sanken durch diese Umstellung von 2,7 auf 1,2 Mio. Euro. Betroffene Osttiroler Bürger nahmen das veränderte Angebot allerdings eher als Verschlechterung wahr. So protestierten Studenten mit durch Spruchbänder verhüllten Zugzielanzeigern gegen Verkehrslandesrätin Ingrid Felipe und ca. 250 Bürger verabschiedeten den letzten Zug bei Abfahrt in Lienz mit Kranz und Partezettel. Die auf diesen Zügen bisher eingesetzten Lokführer befürchten nun einen Ablauf ihrer Lizenzen, der nach einem halben Jahr Nichtbenützung automatisch eintritt und eine mögliche Wiederaufnahme der Verbindung zusätzlich erschweren könnte. Auch ist unklar, ob die Abbestellung der Züge durch das Land Tirol überhaupt rechtmäßig war, da diesen Leistungen ein Staatsvertrag zugrunde lag, der nicht auf Länderebene aufgekündigt werden kann.

## Güterverkehr
Die bei der Elektrifizierung geplanten Güterzugpaare sind wie bereits erwähnt ausgeblieben, jedoch verkehrten vor der Fertigstellung der neuen Pontebbana Anfang der 1990er Jahre mehrere Leergüterzüge täglich. Außerdem wurde der Import der in Polen hergestellten Fiat-Modelle Panda, Cinquecento und Seicento durch das Pustertal abgewickelt.
Besondere Bedeutung kam der Strecke nur kurzfristig bei Unterbrechungen der Brennerbahn zu, als knapp hundert Güter- und Fernreisezüge die Strecke befuhren.
Bis zum Jahre 2009 gab es nur noch zwischen Bruneck und Franzensfeste fahrplanmäßigen Güterverkehr. Die Züge, aus Hall in Tirol kommend und fahrend, verkehrten meist vormittags an bestimmten Wochentagen. Seit 2012 gibt es auf der Pustertalbahn keinen Güterverkehr mehr.

## Galerie

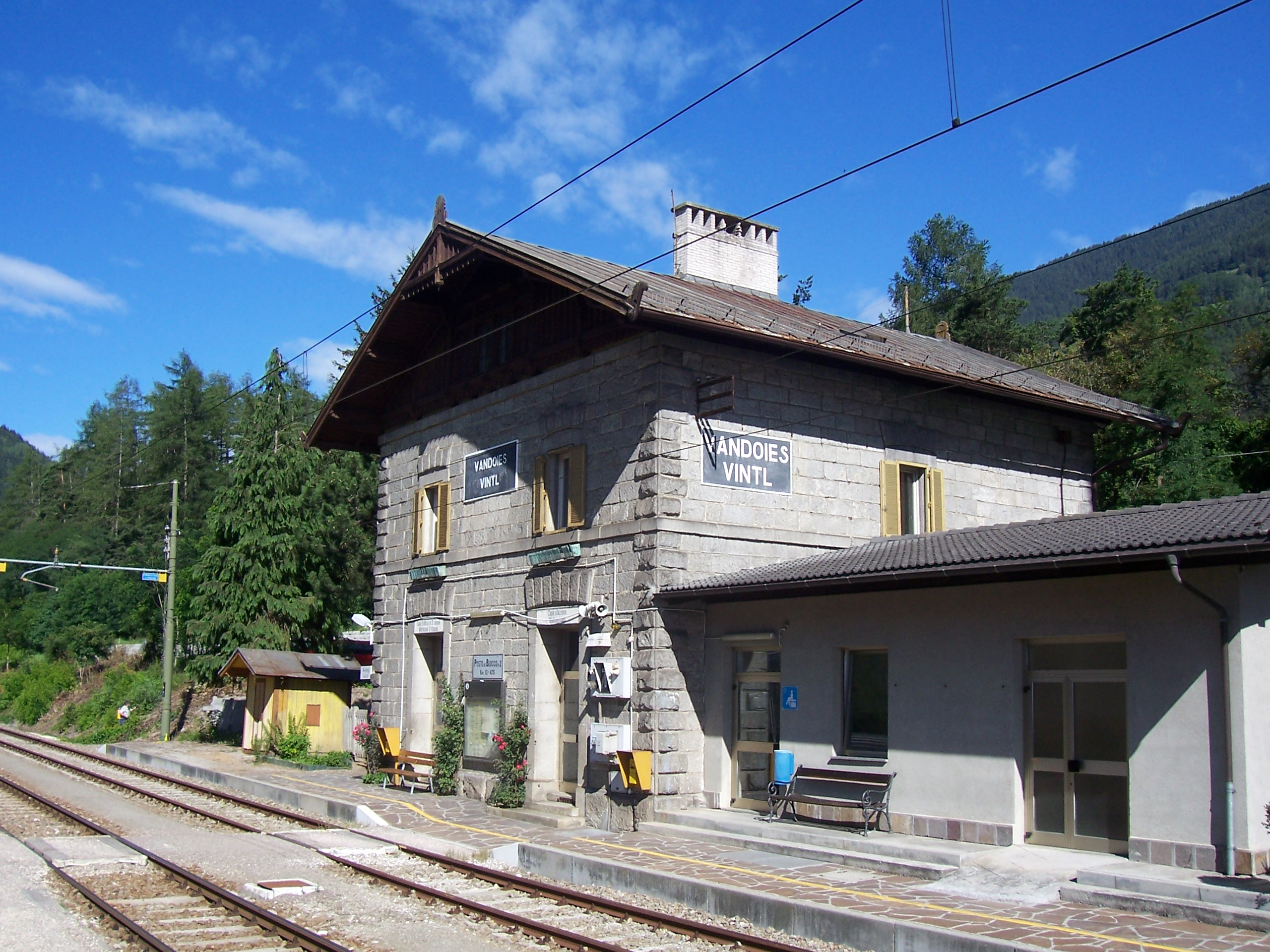
Bahnhof Vintl
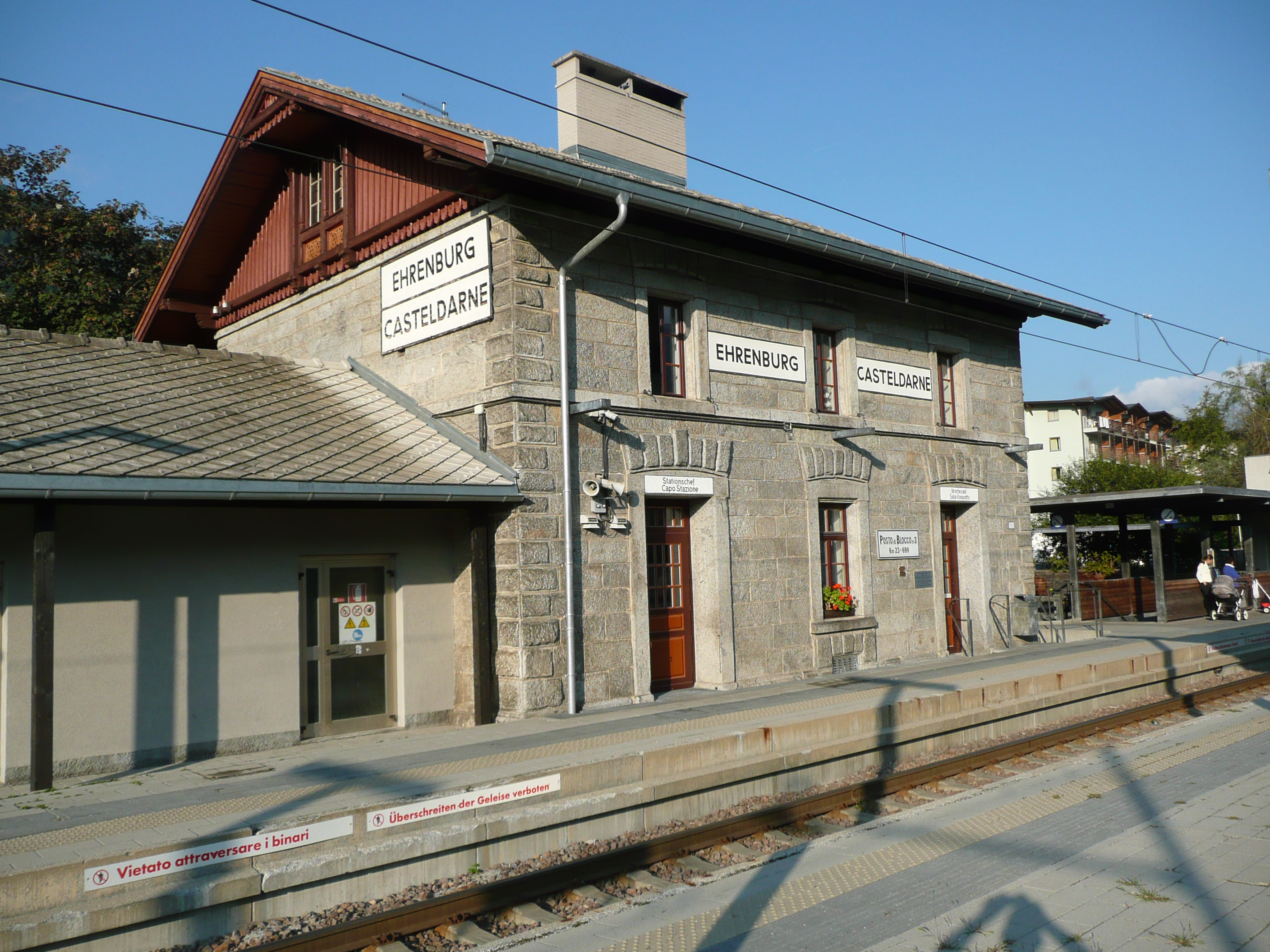
Bahnhof Ehrenburg
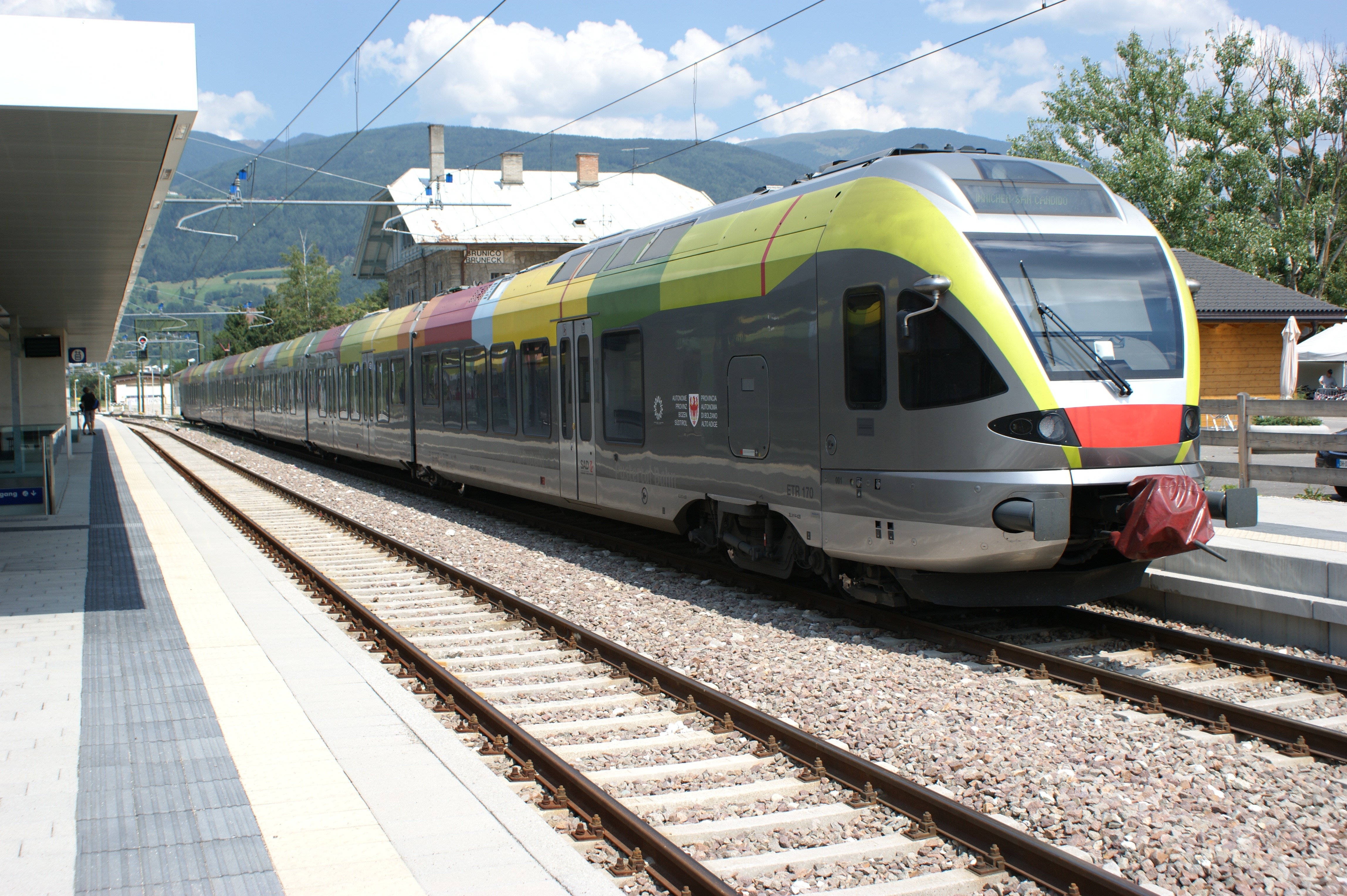
Stadler Flirt im Bahnhof Bruneck